# Eugênio (Antioquia)
Eugênio (em latim: Eugenius) foi um usurpador romano na Síria durante a tetrarquia. Ele era um tribuno de 500 soldados lotados em Selêucia Pieria que proclamaram-no imperador em 303. Ele marchou com seu exército para a cidade de Antioquia, onde acabou morto em combate.